# Veyretia undulata
Veyretia undulata är en orkidéart som beskrevs av Dariusz Lucjan Szlachetko. Veyretia undulata ingår i släktet Veyretia och familjen orkidéer. Inga underarter finns listade i Catalogue of Life.